# NGC 726
NGC 726 је спирална галаксија у сазвежђу Кит која се налази на NGC листи објеката дубоког неба.
Деклинација објекта је - 10° 47' 58" а ректасцензија 1h 55m 31,9s. Привидна величина (магнитуда) објекта NGC 726 износи 14,3 а фотографска магнитуда 14,9. NGC 726 је још познат и под ознакама MCG -2-6-3, KUG 0153-110, PGC 7182.